# ラファス・ピーリー
ラファス・ベントン・ピーリー（Rufus Benton Peery、1868年4月8日 - 1934年10月25日）は、アメリカ合衆国のルーテル派の宣教師である。

## 来歴
バージニア州パークス・ガーデンに生まれる。父方も母方のルーテル派の著名な聖職者の家系である。ロアノーク大学を卒業し、1892年にゲティスバーグ神学校を卒業し、按手礼を受けて、1892年11月23日に来日する。先に赴任していたジェームス・シェーラーと協力者の山内量平と出会い協力して、佐賀県の佐賀十字教会で伝道を始める。日本に11年間滞在し、1903年にアメリカに帰国する。帰国後はペンシルベニア州、コロラド州、イリノイ州、オハイオ州、ノースカロライナ州などで牧師と大学の教師を務める。ノースカロライナ州のラインで死去する。